# Amor i telefonen
Amor i telefonen er en dansk film fra 1957, skrevet og instrueret af Peer Guldbrandsen.

## Medvirkende
- Hans Kurt som Martin Le Cæur
- Astrid Villaume som Ina Le Cæur
- Ole Guldbrandsen som Ole Le Cæur
- Susanne Jensen som Susanne Le Cæur
- Preben Lerdorff Rye som Magister Carolus Lieberg
- Birgitte Federspiel som Misse Lieberg
- Preben Uglebjerg som Josef
- Helle Virkner som Bitten
- Preben Mahrt som Enrico Cantelli
- Åke Fridell som Direktør Svensson